# Cadwallader C. Washburn

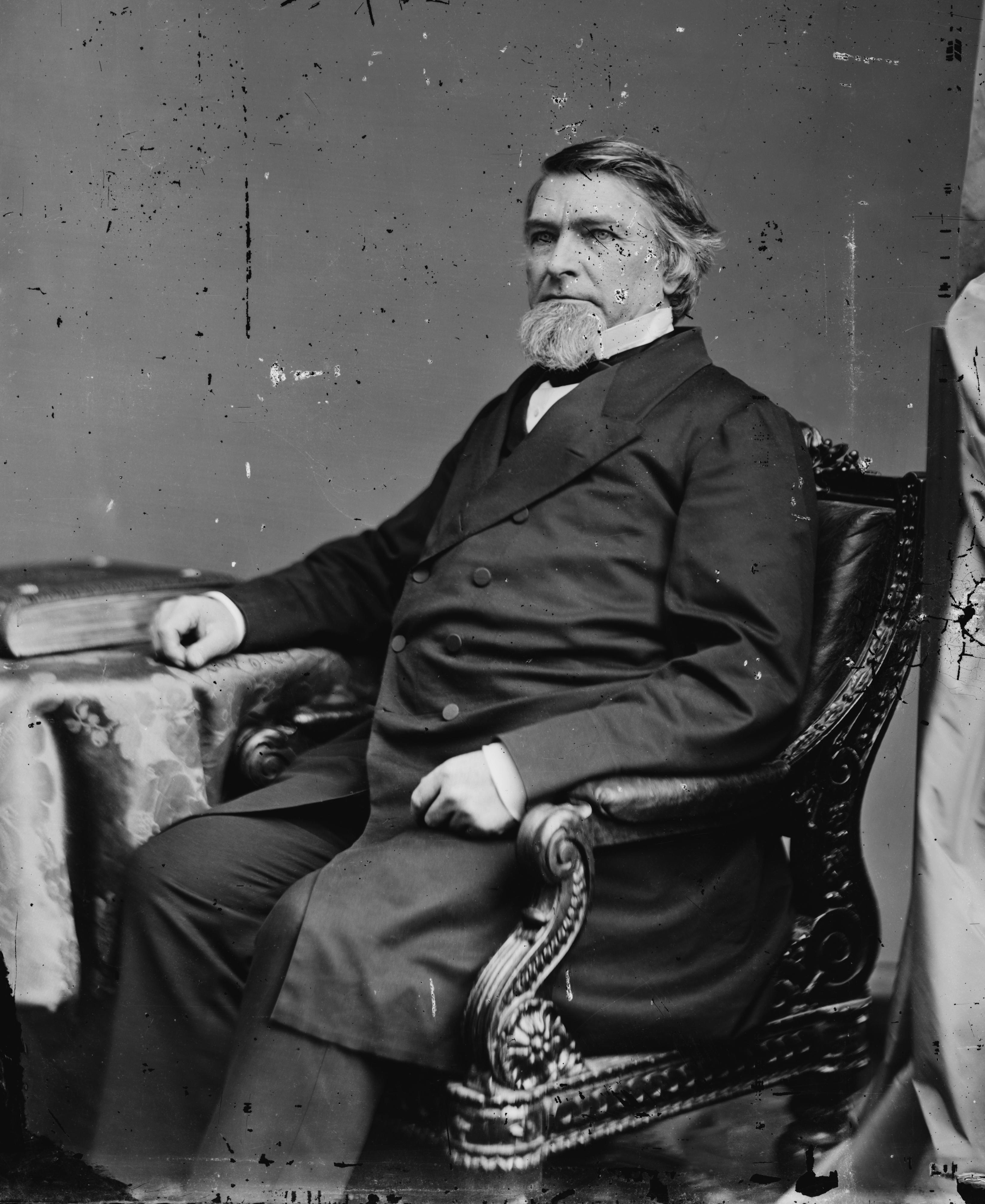
Cadwallader C. Washburn

Cadwallader Colden Washburn (* 22. April 1818 in Livermore, Androscoggin County, Massachusetts; † 14. Mai 1882 in Eureka Springs, Arkansas) war ein US-amerikanischer Politiker und von 1872 bis 1874 der 11. Gouverneur des Bundesstaates Wisconsin.

## Frühe Jahre
Der im heutigen Maine geborene Washburn besuchte die Grundschule in Wiscasset, an der er später zwischen 1838 und 1839 selbst unterrichtete. Über Davenport (Iowa) gelangte er im Jahr 1840 nach Rock Island in Illinois. Dort studierte er Jura. Gleichzeitig war er Landvermesser im Rock Island County. Dann zog er nach Mineral Point in Wisconsin, wo er als Anwalt zu arbeiten begann. In seiner neuen Heimat beschäftigte er sich auch mit Landspekulationen und wurde dadurch bald zu einem reichen Mann. Im Jahr 1852 gründete er die Mineral Point Bank. Washburn engagierte sich auch im Immobilien- und Holzgeschäft. Er war Eigentümer mehrerer Sägewerke.

## Politischer Aufstieg
Zwischen 1855 und 1861 vertrat er Wisconsin im US-Repräsentantenhaus. Gleichzeitig mit ihm waren seine zwei älteren Brüder Israel und Elihu ebenfalls in diesem Gremium, die die Staaten Maine bzw. Illinois vertraten. Ursprünglich war Washburn Mitglied der Whig Party. Nach der Gründung der Republikanischen Partei trat er dieser neuen politischen Bewegung bei. Kurz vor Ausbruch des Bürgerkrieges war Washburn Mitglied einer Kommission, die vergeblich den Krieg zu verhindern versuchte. Während des Bürgerkrieges kämpfte er in den Reihen der Unionsarmee und brachte es bei Kriegsende bis zum Generalmajor. Er war an vielen Schlachten, unter anderem auch an der Belagerung von Vicksburg in Mississippi, beteiligt. Nach dem Krieg war er zwischen 1867 und 1871 nochmals Abgeordneter im Kongress. Im Jahr 1871 wurde er als Kandidat seiner Partei zum neuen Gouverneur von Wisconsin gewählt.

## Gouverneur von Wisconsin
Washburn trat seine zweijährige Amtszeit am 1. Januar 1872 an. Trotz seines Reichtums und seines Erfolges als Kaufmann und Industrieller bezog er als Gouverneur kritische Positionen gegen die Industrie und den Handel. Das kostete ihn im Jahr 1873 die Wiederwahl. Nach dem Ende seiner Gouverneurszeit widmete er sich wieder seinen geschäftlichen Interessen. Er baute eine neue Firma mit dem Namen „General Mills“ auf, die sich auf den Betrieb von Sägewerken spezialisierte. Im Jahr 1879 wurde Washburn Kurator der University of Wisconsin auf Lebenszeit. Später hat er große Summen aus seinem Vermögen für verschiedene Projekte zur Verfügung gestellt. Ex-Gouverneur Washburn starb während eines Genesungsurlaubs in Arkansas. Er war mit Jeanette Garr verheiratet, mit der er zwei Kinder hatte.